# Wydranka
Wydranka (ukr. Видранка) – wieś na Ukrainie, w obwodzie wołyńskim, w rejonie włodzimierskim, w hromadzie Uściług. W 2001 roku liczyła 60 mieszkańców.
W latach 1958-2025 miejscowość nosiła nazwę Parchomenkowe (ukr. Пархоменкове).